# Sami Lepistö
Sami Lepistö (Espoo, 17 ottobre 1984) è un hockeista su ghiaccio finlandese professionista che gioca nel ruolo di difensore.

## Carriera
Dalla stagione 2012-13 gioca nella Kontinental Hockey League prima con la Lokomotiv Jaroslavl e poi con il Lev Praga. In precedenza ha giocato nella National Hockey League con i Washington Capitals, con i Phoenix Coyotes, con i Columbus Blue Jackets e con i Chicago Blackhawks; nella SM-liiga con lo Jokerit e nell'American Hockey League con i Hershey Bears

## Palmarès

### Club
- Calder Cup: 1

 Hershey Bears: 2008-2009

### Nazionale
- Giochi olimpici invernali: 2

 Finlandia: 2010, 2014
- Campionato mondiale di hockey su ghiaccio: 1

 Finlandia: 2011
- Campionato mondiale di hockey su ghiaccio: 1

 Finlandia: 2008
- Campionato mondiale di hockey su ghiaccio Under-20: 1

 Finlandia U-20: 2004